# Cornelis Fledderus Boelken
Cornelis Fledderus Boelken (Diphoorn, 12 mei 1867-Emmen, 28 december 1953) was een Nederlandse burgemeester.

## Leven en werk
Fledderus Boelken was een zoon van de burgemeester van Sleen en Smilde en de latere gedeputeerde van Drenthe Willem Jan Boelken en Froukje Fledderus. Zijn achternaam Boelken werd in 1876 gewijzigd in Fledderus Boelken. Hij werd in januari 1897 benoemd tot burgemeester van Vlagtwedde. Na ruim twintig jaar burgemeester van deze Groningse plaats te zijn geweest kreeg hij op 1 november 1918 op eigen verzoek om gezondheidsredenen eervol ontslag uit deze functie. Tot 1921 was hij lid van de voogdijraad te Winschoten.